# Kauns
Kauns è un comune austriaco di 496 abitanti nel distretto di Landeck, in Tirolo.